# トンネルズ&トロールズ カザンの戦士たち
『トンネルズ&トロールズ カザンの戦士たち』（英語: Tunnels & Trolls: Crusaders of Khazan）は、テーブルトークRPG『トンネルズ&トロールズ』をベースにしたコンピュータRPG。このゲームは日米合作の作品であり、設計と監督はアメリカで、プログラミングは日本で行われた。1990年、最初にスタークラフトからPC-98、PC-88、X68000、X1、FM Towns向けに日本語版が発売された。アメリカではニュー・ワールド・コンピューティングが英語に再翻訳し、IBM PC版を発売した。また、Fiery Dragon Productionsから出版された『トンネルズ&トロールズ』の30周年記念版（第7版）の付属CD-ROMにもIBM PC版が収録された。

## 物語の背景
遠い昔、ドラゴン大陸において、大魔術師カザンと、「死の女王」レロトラー、彼女の連れ合いの魔術師カーラ・カーンの間で戦争が勃発した。流血を止めるため、カザンはレロトラーに休戦協定を申し出た。邪悪な2人組が人類とモンスターの平和共存を認める代わりにカザンは亡命するというものである。レロトラーはその申し出を受け入れ、それ以来カザンの消息は聞かれなくなった。しかし、ゲーム開始時、レロトラーは協定を破り、闇の軍勢に攻撃の準備をさせている。プレイヤーの目標は、この脅威に終止符を打つ（つまり、カーラ・カーンとレロトラーを亡き者にする）ことと、カザンを現世に連れ戻して平和を実現することである。

## ゲームプレイ
このゲームは、アイコン式のユーザー・インターフェイス、ターン制・見下ろし型の戦闘、オートマッピングを特色とする、当時としては極めて典型的なコンピュータRPGである。

## 評価
『カザンの戦士たち』の評価は二極化している。このゲームは、『ドラゴン』誌では5段階評価で5つ星を獲得した。しかしながら、Computer Gaming World 誌での評価は低かった。1991年、Marc Klupperは「もっと（中毒性の高いものに）できた」と書き、Scorpiaは「デザイナーとプログラマーが一緒に仕事をしないとどうなるかという好例だ。（中略）プレイテスターたちはどうやったらこんなにたくさんの欠陥を見逃せたのか？」と述べた。Scorpiaは1993年にはこのゲームを「大きな失望」と評価した。